# Кастане л'О
Кастане л'О (фр. Castanet-le-Haut) је насеље и општина у јужној Француској у региону Лангдок-Русијон, у департману Еро која припада префектури Безје.
По подацима из 2011. године у општини је живело 191 становника, а густина насељености је износила 6,93 становника/km². Општина се простире на површини од 27,55 km². Налази се на средњој надморској висини од 450 метара (максималној 1.124 m, а минималној 389 m).

## Демографија
| 1962. | 1968. | 1975. | 1982. | 1990. | 1999. | 2011. |
| ----- | ----- | ----- | ----- | ----- | ----- | ----- |
| 264   | 222   | 188   | 164   | 148   | 167   | 191   |

График промене броја становника у току последњих година